# John J. Kindred
John Joseph Kindred (ur. 15 lipca 1864 w Courtland, zm. 23 października 1937 w Astorii w Nowym Jorku) – amerykański polityk, członek Partii Demokratycznej.

## Działalność polityczna
W okresie od 4 marca 1911 do 3 marca 1913 przez jedną kadencję był przedstawicielem 14. okręgu, a od 4 marca 1921 do 3 marca 1929 przez cztery kadencje przedstawicielem 2. okręgu wyborczego w stanie Nowy Jork w Izbie Reprezentantów Stanów Zjednoczonych.